# 일본 검찰청
검찰청(일본어: 検察庁 겐사쓰초[*], 영어: Public Prosecutors Office, 약칭: PPO)은 검사의 사무를 총괄하는 일본의 행정기관이다. 직제 상 법무성 산하에 있지만, 다른 청(廳)과는 다르게 외청이 아닌 "특별 기관"으로 규정되어 있다.

## 설치 근거 및 소관 사무

### 설치 근거
- 검찰청법 제1조

### 소관 사무
- 형사에 대한 공소 제기
- 재판소에 법의 정당한 적용 청구
- 재판의 집행을 감독
- 재판소의 권한에 속하는 기타 사항에 대한 통지 요청 및 이의 제기
- 다른 법령에 따라 그 권한에 속하는 사항

## 연혁
- 1947년(쇼와 22년) 6월 1일: 사법성 검사국을 개편하여 검찰청을 설치.

## 구성
일본의 검찰청은 최고검찰청, 고등검찰청, 지방검찰청이 상하위 관계로 묶여 있으며, 각각 최고재판소, 고등재판소, 지방재판소에 대응된다. 또한 지방검찰청 산하에는 지방재판소 산하의 간이재판소에 대응되는 구검찰청도 있다.
- 최고검찰청

| - 삿포로 고등검찰청 - 삿포로 지방검찰청 - 하코다테 지방검찰청 - 아사히카와 지방검찰청 - 구시로 지방검찰청 | - 센다이 고등검찰청 - 센다이 지방검찰청 - 후쿠시마 지방검찰청 - 야마가타 지방검찰청 - 모리오카 지방검찰청 - 아키타 지방검찰청 - 아오모리 지방검찰청 | - 도쿄 고등검찰청 - 도쿄 지방검찰청 - 요코하마 지방검찰청 - 사이타마 지방검찰청 - 지바 지방검찰청 - 미토 지방검찰청 - 우쓰노미야 지방검찰청 - 마에바시 지방검찰청 - 시즈오카 지방검찰청 - 고후 지방검찰청 - 나가노 지방검찰청 - 니가타 지방검찰청 | - 나고야 고등검찰청 - 나고야 지방검찰청 - 쓰 지방검찰청 - 기후 지방검찰청 - 후쿠이 지방검찰청 - 가나자와 지방검찰청 - 도야마 지방검찰청 |

| - 오사카 고등검찰청 - 오사카 지방검찰청 - 교토 지방검찰청 - 고베 지방검찰청 - 나라 지방검찰청 - 오쓰 지방검찰청 - 와카야마 지방검찰청 | - 하로시마 고등검찰청 - 히로시마 지방검찰청 - 야마구치 지방검찰청 - 후쿠야마 지방검찰청 - 돗토리 지방검찰청 - 마쓰에 지방검찰청 | - 다카마쓰 고등검찰청 - 다카마쓰 지방검찰청 - 도쿠시마 지방검찰청 - 고치 지방검찰청 - 마쓰야마 지방검찰청 | - 후쿠오카 고등검찰청 - 후쿠오카 지방검찰청 - 사가 지방검찰청 - 나가사키 지방검찰청 - 오이타 지방검찰청 - 구마모토 지방검찰청 - 가고시마 지방검찰청 - 미야기 지방검찰청 - 나하 지방검찰청 |

## 조직
| 검찰청     | 장의 명칭  | 차석의 명칭 |
| ---------- | ---------- | ----------- |
| 최고검찰청 | 검사총장   | 차장검사    |
| 고등검찰청 | 검사장     | 차석검사    |
| 지방검찰청 | 검사정     | 차석검사    |
| 구검찰청   | 상석검찰관 |             |

| 검찰관의 종류 | 최고검찰청 | 고등검찰청 | 지방검찰청 | 구검찰청 |
| ------------- | ---------- | ---------- | ---------- | -------- |
| 검사총장      | ○          |            |            |          |
| 차장검사      | ○          |            |            |          |
| 검사장        |            | ○          |            |          |
| 검사          | ○          | ○          | ○          | ○        |
| 부검사        |            |            |            | ○        |

## 비판

### 뒷거래 문제
공소권을 독점하다 보니 검찰관의 권한에 대한 비판이 높아지고 있다. 사법제도의 개혁에 의한 검찰심사회의 권고에 따라 법적 구속력을 가지는 시도가 시행되어 왔다.
하지만 전 검찰관 간부에 의한 뒷거래 고발이나 검찰 수사에 대한 수법이 국책수사라는 비판도 일어나고 있다. 또한 다수의 뒷거래 사건을 검찰이 묵인한 것도 비판을 확대시킨 주범이 되었다.

### 수사 정보의 누설과 정보의 사전검열
검찰이 기자클럽에 가맹한 보도기관에게 수사정보를 누설하고 있다는 지적이 제기된 적이 있다. 기자클럽은 검찰 측에 의한 기사내용의 사전검열이 일반화되어 있어 검찰측에 불리하다고 생각되는 정보를 기사화한 보도기관에 대해서는 검찰 관련 시설에의 출입을 금지하는 조치를 취한다는 지적도 있다.

### 재판과의 관계
일반적으로 검찰청은 변호사와 비교해 재판소와의 관계가 강하다고 알려져 있다. 검찰청이 수시로 재판소와 인사교류를 하며, 재판소와 친밀한 관계를 보이는 것으로 나타나기도 했다. 이러한 관계는 형사재판에 있어서 검찰에 유리한 공소지휘가 행해질 위험이 있으며, 오심이 내려지는 하나의 원인이 되기도 한다.
한편, 일본에서 영장청구의 각하률은 상당히 낮은 편이다. 1968년에서 1990년까지의 추이를 보면 체포영장은 0.20%에서 0.04%로, 구류영장은 4.57%에서 0.26%로 감소했다. 보통 청구의 각하률이 10% 정도라는 점을 감안하면, 비정상적으로 낮은 수준이며 이는 재판소가 검찰의 영장청구에 대해 체크하지 않는다는 설명으로도 풀이될 수 있다. 이에 대해 재판관이 검사를 전혀 의심하지 않거나 단순한 추인 역할이 아닌가라는 비판이 있다. 이는 사법수습동기 간의 정실이 공정한 수속에 방해되는 것이 아니냐는 지적이 있다.

## 특수검사와 공안검사
특수검사
수사를 주안점으로 삼는 검찰로써 증거를 쫓고 사실의 해명을 중시하는 입장을 가지며, 정치가가 관여된 안건에는 사태의 확대를 막지 않는 경우가 많다. 하지만 검찰이 독주하여 특정 정치적 효과를 미치게 하는 파쇼라는 비판도 있다.
공안검사
형사사건을 상대적으로 평가하고 국가에 있어 유용한 인물의 처리에는 배려가 필요하다는 입장을 가지며, 사상검사라고도 한다. 전전에는 국민들이 안 좋은 시선으로 보았지만 검찰 내부에서는 엘리트 코스였다.

## 같이 보기
- 검사총장
- 차장검사
- 대한민국 검찰청